# クロノスイス

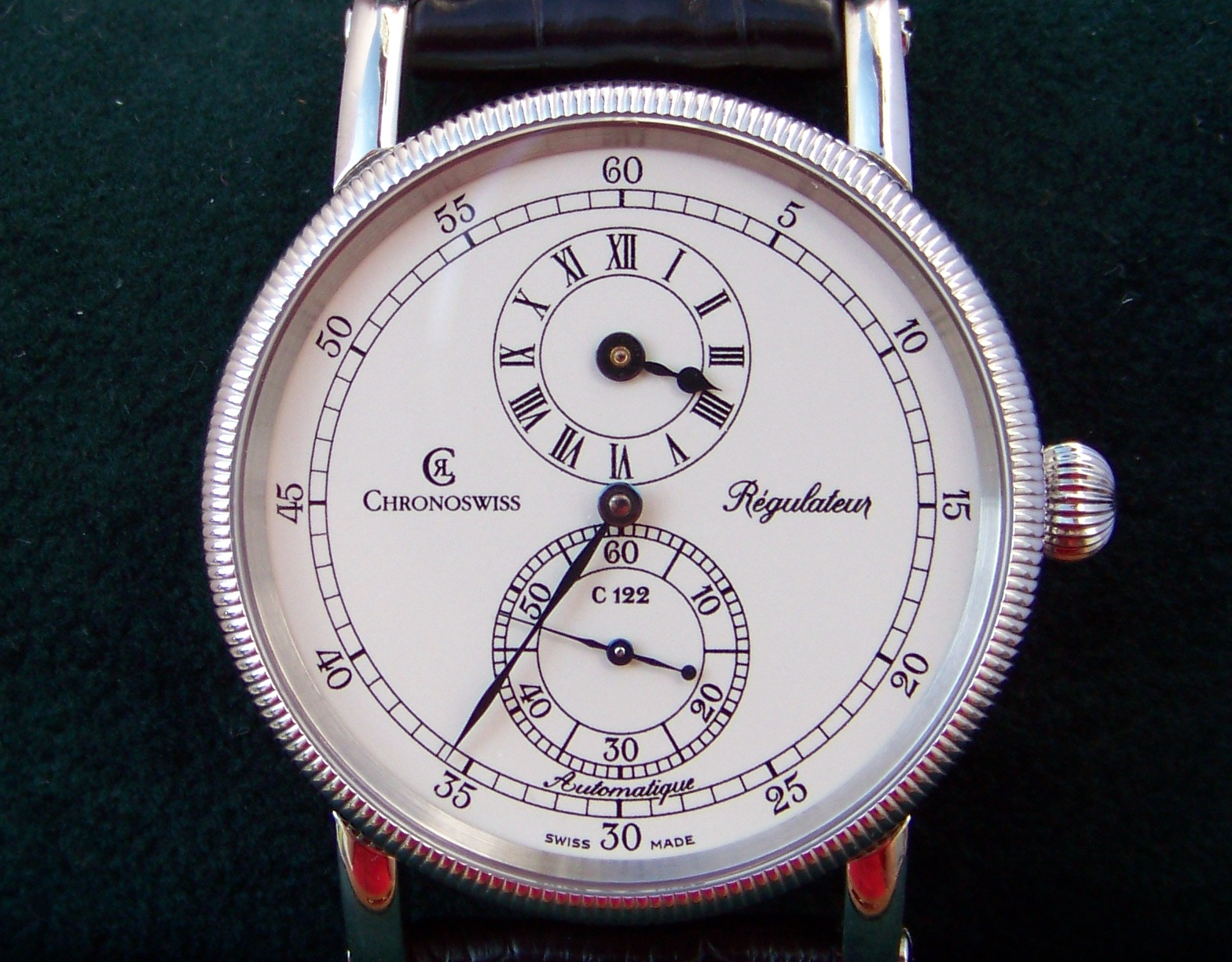
クロノスイスを代表するレギュレーター腕時計・レギュラトゥール

クロノスイス（Chronoswiss ）は1983年にドイツのミュンヘンでゲルト・ラングが創業した時計メーカーである。

## 概要
ドイツ企業であるが、全ての部品をスイスで生産している。年間５,000個ほどの少量生産で、仕上げは手作業で行なっているのが特徴。
創業者の時計師ゲルト・ラングはクォーツショックの中で各社が機械式時計の在庫を整理した時にスイス製時計パーツの収集をし、特にクロノグラフに関してはコレクターとしても有名になった。以前から古典的スイス時計に憧憬を持っており、古典的なスイス時計を復活させるために創業したという。クラシックなデザインであるレギュレーターが一般的になったのは、クロノスイスが製品を発売したことによるところが大きい。
2012年、スイスの実業家オリバー・エブシュタインがブランドを買収して新CEOに就任し、本社をスイスのルツェルンに移転。現在、ゲルト・ラングは相談役として同社の運営に関わっている。
日本国内では2010年6月までワールド通商が、2010年7月以降はユーロパッションが、2015年からは栄光時計が輸入販売を行なっている。

## 製品

### デルフィス
1996年に発表、1997年発売。ジャンピングアワーとレトログラード・ミニッツ機能を持つ。文字盤は特徴的な放射状のシルバーマットギョウシェ仕上げ。

### オレア
エナメル仕上げの文字盤を持つ。レギュレーターモデルもある。クラシカルで錆びないデザイン。

### オーパス
使われているキャリバー741SのベースはETAバルジュー7750ではあるが、不要なパーツを外し、徹底的に透かし彫りと装飾が施されているため、一見すると別物になっている。"アームバンドウーレン"の1996年度"ウォッチオブザイヤー"を受賞した。

### レギュラトゥール
1988年に発売されたレギュレーターモデル。ミネルバ製の大型ムーブメントを使用し600個限定で生産されたグラン・レギュラトゥールは懐中時計としても、またベルト付きのベースにはめ込んで腕時計としても使用できる。